# Gaverzicht - Be Okay
Gaverzicht - Be Okay is een Belgische wielerploeg.
Anno 2021 richt de ploeg zich voornamelijk op het begeleiden van jonge wielrenners. Ze willen deze jongelingen helpen groeien zodat ze mogelijks kunnen aansluiten bij (semi-)professionele teams. Maar daarnaast proberen ze de junioren als beloften te stimuleren om bij deze ploeg te blijven. Zo willen ze terug groeien naar de beste Belgische wielerploegen zoals eerder onder de naam K.S.V. Deerlijk.

## Geschiedenis
Gaverzicht - Be Okay is ontstaan in 1927 onder de naam S.V. Deerlijk als inrichter van wedstrijden waarbij er dus nog geen renners waren aangesloten. Bij oprichting was Fernand Cloet de voorzitter. Op 28 april werd de eerste officiële wedstrijd gereden: de Nijverheidsprijs.
De eerste wielrenners sloten in 1941 aan bij de club. Enkele bekende wielrenners maakten hier deel van uit: Briek Schotte, Marcel Kint, André Defoort, Lucien Vlaeminck, Romain en Sylvère Maes, Albert Sercu, Germain Derijcke…
In 1958 veranderde de naam naar Koninklijke Sportieve Vereniging Deerlijk en in 1965-1966 werd er een samenwerkingsverbond gesloten met de Waregemse Sporta-Wielerschool met opleiding in St Paulusinstituut in Waregem.
Stortbeton Stadsbader werd in 1966 de eerste extra-sportieve vennoot en in 1969 was Poeders Mann de eerste truitjessponsor. Enkele jaren later werden zij vervangen door 'Carad - Weekblad Atlas' waarna Atlas het hoofdsponsorschap overnam in 1981 voor 20 jaar. Fernand Cloet gaf toen de fakkel door aan Walter Coucke. Westauto's en Haco werden ook aangebracht als extrasportieve vennoten en het rennersaantal steeg van 85 in 1976 tot 215 in 1985.
In 2000 werd de Deerlijkse firma Meubelen Gaverzicht de nieuwste extrasportieve vennoot.
Een nieuw samenwerkingsverband ontstond in 2016 met het team FCP en om mee te zijn met zijn tijd veranderde de naam naar de hoofdsponsors Meubelen Gaverzicht - Glascentra CT. In 2019 werd dit uiteindelijk Gaverzicht - BeOkay omdat Glascentra CT de samenwerking als hoofdsponsor stopzette.
In juni/juli 2021 werd het plan gepresenteerd om per 1 januari 2022 met het – eveneens West-Vlaamse – jeugdteam EFC-L&R-Vulsteke te gaan fusioneren.

## Bekende (oud-)renners
Een lijst van enkele bekende (oud-)renners die een voor deze ploeg reden bij de jeugd, belofte of elite.